# Deco Rodrigues
Deco Rodrigues, nome artístico de André de Souza Rodrigues (Nova Iguaçu, 25 de janeiro de 1981) é um cantor, compositor e multi-instrumentista brasileiro, conhecido por ser ex-integrante da banda Toque no Altar e atual integrante e um dos fundadores do grupo Trazendo a Arca.
Em 2018, lançou seu primeiro álbum solo como cantor, chamado Acende a Chama.

## Biografia
Nascido na cidade de Nova Iguaçu, Deco Rodrigues é oriundo de uma família cristã. Teve seus primeiros contatos com a música desde criança. Aos nove anos de idade tocava bateria no grupo de sua igreja, além de estudar trompete na época.
Em 1997, Rodrigues ingressou na escola Villa-Lobos, onde iniciou seus estudos de violão clássico, concluindo-o dois anos depois. Por conta de um concurso que queria participar, o músico começou a estudar baixo acústico e elétrico.
Em 2002, foi um dos primeiros membros do grupo Toque no Altar, onde permaneceu até 2006, quando se desligou da banda e fundou o Trazendo a Arca ao lado de Luiz Arcanjo, Davi Sacer, Ronald Fonseca e mais quatro pessoas. Atuando como baixista, permanece na banda até os dias de hoje.
Além de músico, Deco Rodrigues é compositor, tendo escrito canções premiadas no meio cristão, como "Marca da Promessa", eleita a música do ano de 2008 pelo Troféu Talento. Além de compor algumas músicas de sua banda, algumas de suas composições foram gravadas por outros cantores no meio cristão, como Fernanda Brum, Ministério Unção de Deus e Wilian Nascimento.[carece de fontes?]
Deco Rodrigues também é um endorser da Audio-Technica e Made in Brazil.
Em 2018, Deco apresentou seu primeiro disco como cantor, Acende a Chama. A obra foi produzida por Wagner Derek e contou com as participações de Ana Nóbrega e de seu colega de banda Isaac Ramos.

## Discografia
Solo
- 2018: Acende a Chama

Com o Trazendo a Arca